# Nalliers (Vienne)
Nalliers – miejscowość i gmina we Francji, w regionie Nowa Akwitania, w departamencie Vienne.
Według danych na rok 1990 gminę zamieszkiwało 359 osób, a gęstość zaludnienia wynosiła 22 osoby/km² (wśród 1467 gmin regionu Poitou-Charentes, Nalliers plasuje się na 663. miejscu pod względem liczby ludności, natomiast pod względem powierzchni na miejscu 528.).